# Internazionali Femminili di Palermo 2025
Gli Internazionali Femminili di Palermo 2025, conosciuti anche come Palermo Ladies Open, sono stati un torneo femminile di tennis giocato sulla terra rossa. Si è giocata la 33ª edizione del torneo, che fa parte per il primo anno della categoria WTA 125 nell'ambito del WTA 125 2025, declassato dalla categoria WTA 250. Si è svolto al Country Time Club di Palermo in Sicilia, dal 21 al 27 luglio 2025.

## Partecipanti

### Teste di serie
| Nazionalità | Giocatrice                  | Ranking* | Testa di serie |
| ----------- | --------------------------- | -------- | -------------- |
| Egitto      | Mayar Sherif                | 99       | 1              |
| Svizzera    | Jil Teichmann               | 102      | 2              |
| Regno Unito | Francesca Jones             | 104      | 3              |
| Lettonia    | Darja Semeņistaja           | 121      | 4              |
| Svizzera    | Simona Waltert              | 127      | 5              |
| Andorra     | Victoria Jiménez Kasintseva | 130      | 6              |
| Spagna      | Leyre Romero Gormaz         | 133      | 7              |
| Slovenia    | Veronika Erjavec            | 137      | 8              |
| Austria     | Julia Grabher               | 138      | 9              |

* Ranking al 14 luglio 2025.

### Altre partecipanti
Le seguenti giocatrici hanno ricevuto una wild card per il tabellone principale:
- Silvia Ambrosio
- Tyra Caterina Grant
- Giorgia Pedone
- Dalila Spiteri

La seguente giocatrice è entrata in tabellone utilizzando il ranking protetto:
- Claire Liu

La seguente giocatrice è entrata in tabellone utilizzando lo special exempt:
- Tamara Zidanšek

Le seguenti giocatrici sono passate dalle qualificazioni:
- Renáta Jamrichová
- Carlota Martínez Círez
- Kaitlin Quevedo
- Alice Ramé

Le seguenti giocatrici sono entrate in tabellone come lucky loser:
- Ángela Fita Boluda
- Aurora Zantedeschi

### Ritiri
Prima del torneo
- Kaja Juvan → sostituita da  Ángela Fita Boluda
- Jil Teichmann → sostituita da  Aurora Zantedeschi

## Partecipanti al doppio

### Teste di serie
| Nazione       | Giocatrice      | Nazione       | Giocatrice     | Ranking* | Teste di serie |
| ------------- | --------------- | ------------- | -------------- | -------- | -------------- |
| Giappone      | Momoko Kobori   | Giappone      | Ayano Shimizu  | 273      | 1              |
| Taipei cinese | Cho I-hsuan     | Taipei cinese | Cho Yi-tsen    | 290      | 2              |
| Francia       | Estelle Cascino | Cina          | Feng Shuo      | 296      | 3              |
| Algeria       | Inès Ibbou      | Svizzera      | Naïma Karamoko | 375      | 4              |

* Ranking al 14 luglio 2025.

## Campionesse

### Singolare
Francesca Jones ha sconfitto in finale  Anouk Koevermans con il punteggio di 6-3, 6-2.

### Doppio
Estelle Cascino /  Feng Shuo hanno sconfitto in finale  Momoko Kobori /  Ayano Shimizu con il punteggio di 6-2, 6(2)-7, [10-7].